# Amt Kleine Elster
Het Amt Kleine Elster (Niederlausitz) is een samenwerkingsverband van 4 gemeenten  in het Landkreis Elbe-Elster in de Duitse deelstaat Brandenburg. Het amt telt 5.376 inwoners. Het bestuurscentrum bevindt zich in de gemeente Massen-Niederlausitz.

## Gemeenten
Het Amt bestaat uit de volgende gemeenten:
1. Crinitz (1.169)
2. Lichterfeld-Schacksdorf (951)
3. Massen-Niederlausitz (1.838)
4. Sallgast (1.418)